# Career Golden Masters
Nel tennis il titolo di Career Golden Masters è riservato ai giocatori che vincono ognuno degli ATP Tour Masters 1000 almeno una volta in carriera.
Il circuito, composto da nove tornei annuali, rappresenta il secondo livello più prestigioso dopo il Grande Slam e le ATP Finals. I 9 tornei attribuiscono il maggior numero di punti per la classifica mondiale dei tennisti professionisti (il ranking ATP) e i montepremi più ricchi dopo i tornei del Grande Slam, controllati dall'ITF) e le ATP Finals di fine stagione, regolate anch'esse dall'ATP.
Il 20 agosto 2018 Novak Djokovic, battendo in finale 6-4 6-4 Roger Federer a Cincinnati, è il primo a potersi fregiare del titolo Career Golden Masters.
Infatti dopo il 2009, con la nuova denominazione ATP World Tour Masters 1000, a oggi solo Novak Djokovic è riuscito a vincere tutti i 9 tornei: Indian Wells x 5 (prima volta 2008), Miami x 6 (2007), Monte Carlo x 2 (2013), Madrid x 3 (2011), Roma x 6 (2008), Canada x 4 (2007), Cincinnati x 3 (2018), Shanghai x 4 (2012) e Parigi x 7 (2009). Con la vittoria a Cincinnati nel 2020, ha replicato l'impresa ed è attualmente non solo l'unico a poter vantare questo riconoscimento, ma ad averlo ottenuto due volte. 
Nel singolare i tennisti più vicini a eguagliare questo risultato sono:
- Roger Federer che ha raggiunto la finale in tutti e nove i tornei, ma non ha mai vinto a Monte Carlo e Roma.
- Rafael Nadal che ha raggiunto la finale in tutti e nove i tornei, ma non ha mai vinto a Miami, Parigi e Shanghai.[3]